# 羅蘭 (內華達州)
羅蘭（英語：Rowland）是位於美國內華達州埃爾科縣的非建制地區。

## 歷史
羅蘭的郵局於1900年設立，其後於1942年停運。

## 地理
羅蘭所處的海拔為高於海平面1501米（即4924英呎），而該地所採用的時區為UTC-8，即太平洋时区（PST）。同時該地設有夏令時間，為UTC-8調快一小時，即UTC-7（PDT）。